# Shelley Winters

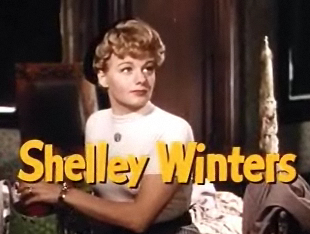
Winters i Med sting i näven (1954).

Shelley Winters, ursprungligen Shrift, född 18 augusti 1920 i East St. Louis, Illinois, död 14 januari 2006 i Beverly Hills, Los Angeles, Kalifornien, var en amerikansk skådespelare.

## Biografi
Winters växte upp i Brooklyn i New York. Hon spelade med i skolpjäser och arbetade som affärsbiträde och fotomodell för att finansiera sina teaterlektioner. Broadwaydebut 1941. Filmdebuten skedde 1943 i What a Woman! Sitt stora genombrott fick hon 1951 som den gravida fabriksarbeterskan som dränks av sin förförare i filmen En plats i solen. 
Under 1970-talet hade hon stora framgångar på Broadway.
I slutet av 1980-talet utgav hon sina memoarer. Hon var gift fyra gånger, bland annat med den italienskfödde skådespelaren Vittorio Gassman 1952–54, med vilken hon fick en dotter, och åren 1957–60 med skådespelaren Anthony Franciosa.
Winters Oscarbelönades för bästa kvinnliga biroll  i filmerna Anne Franks dagbok och En strimma solsken.

## Filmografi i urval
- 1944 – Omslagsflickan
- 1945 – Aladdins Äventyr
- 1945 – I kväll och varje kväll
- 1949 – Ond stad
- 1950 – Winchester '73
- 1951 – En plats i solen
- 1954 – Saskatchewan
- 1955 – Jag är en kamera
- 1955 – Trasdockan
- 1959 – Anne Franks dagbok
- 1962 – Lolita
- 1965 – En strimma solsken

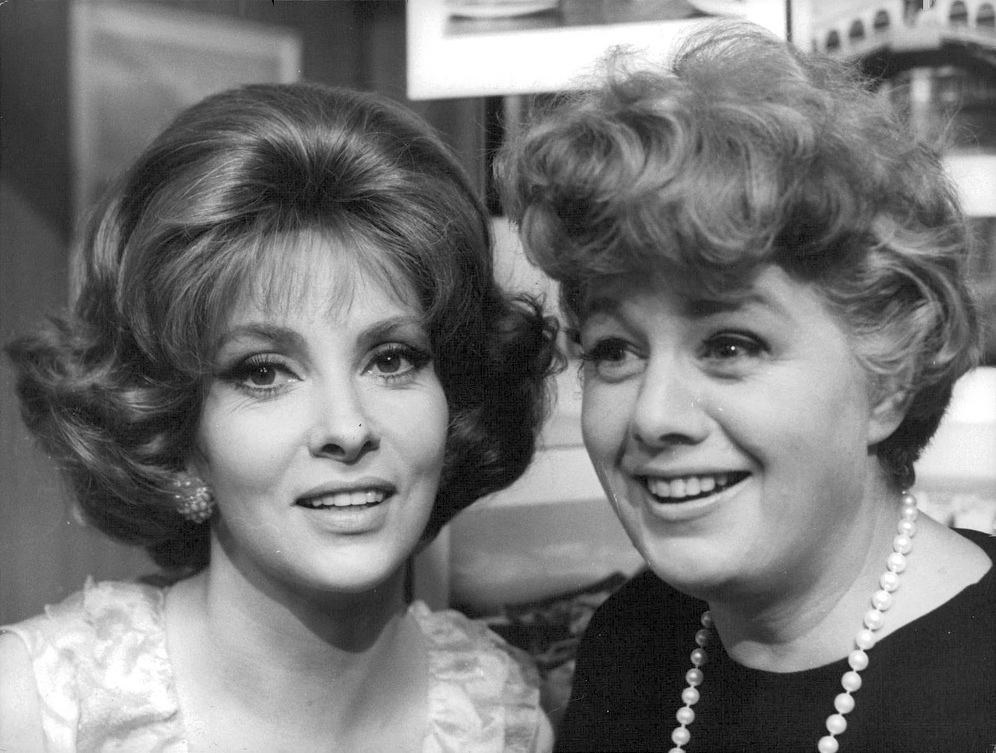
Shelley Winters (till höger) tillsammans med Gina Lollobrigida i Rom 1967.

- 1966 – Harper - En kille på hugget
- 1970 – Bloody Mama
- 1972 – SOS Poseidon
- 1973 – Blume in Love
- 1977 – Peter och draken Elliott
- 1979 – Trollkarlen från Lublin
- 1979 – Elvis - The Movie
- 1983 – På andra sidan Brooklynbron